# Rio Sernella
Il Rio Sernella, anticamente Tanabucchio, è un piccolo torrente della Provincia di Asti.

## Percorso
Il torrente nasce nel comune di Castelnuovo Calcea. Scorre nella Val Sernella toccando i comuni di Castelnuovo Calcea, Vinchio, Nizza Monferrato, Vaglio Serra e Incisa Scapaccino, il luogo nei pressi del quale confluisce nel torrente Belbo.